# バルカン列車

バルカン列車の運行経路（赤）。薄黄色は中央同盟国、薄緑色は連合国で、国境線は1914年の開戦直前のもの。セルビアは1916年時点では中央同盟国に占領されている。

バルカン列車（ドイツ語: Balkanzug : バルカンツーク）は、第一次世界大戦中の1916年から1918年にかけてドイツ帝国とバルカン半島の間で運行されていた列車である。大戦によって運休となっていたオリエント急行に取って代わるべく創設された列車であり、ベルリンまたはシュトラスブルク（現フランス領ストラスブール）、ミュンヘンなどとコンスタンティノープル（イスタンブール）を、中央同盟国とその占領地域のみを通って結んでいた。
「バルカン急行」と表記されることもあるが、第二次世界大戦後に存在したバルカン急行(Balkan Express)と直接の関係はない。

## 背景
1883年、パリと南東ヨーロッパを結ぶ列車として運行を始めたオリエント急行は、1888年にはパリ - コンスタンティノープル間を直通するようになった。その運営会社である国際寝台車会社（ワゴン・リ）はベルギーの企業であるが、実質的にはフランスを拠点にしており、列車網はパリを中心に構成されていた。オリエント急行はドイツ帝国の南部を通過するのみで、首都ベルリンは通っていなかった。
一方ドイツ帝国は、1888年のヴィルヘルム2世の即位以来、バルカン半島や中近東への進出を企ててオスマン帝国と接近していた。オスマン帝国内のアナトリア鉄道やバグダード鉄道は、ドイツ資本で建設された。またオスマン領のヨーロッパ側にあってオリエント急行も走行したオリエント鉄道も、筆頭株主はドイツ銀行であった。
ベルリンとバルカン半島、コンスタンティノープルを直接結ぶ列車としては、1900年に運行を始めたベルリン・ブダペスト急行がある。この列車の寝台車の一部がブダペストまたはガランタでオリエント急行に併結され、コンスタンティノープルまで直通した。しかしこの列車は、利用者が少ないことを理由に1902年には廃止されてしまった。ベルリン - コンスタンティノープル間の直通は1911年に再び行われたが、これはオリエント急行とは無縁の普通の急行列車としてのものであった。
1914年の第一次世界大戦勃発により、オリエント急行は運休となった。ドイツ国内にあったワゴン・リ社の寝台車や食堂車はドイツによって接収された。
1915年、ブルガリアが中央同盟国側で参戦し、年末までに連合国の一国であるセルビア王国は中央同盟国軍によって占領された。これにより、ベルリンからコンスタンティノープルまでが中央同盟国の線路によってつながった。

## 運行開始から休止まで

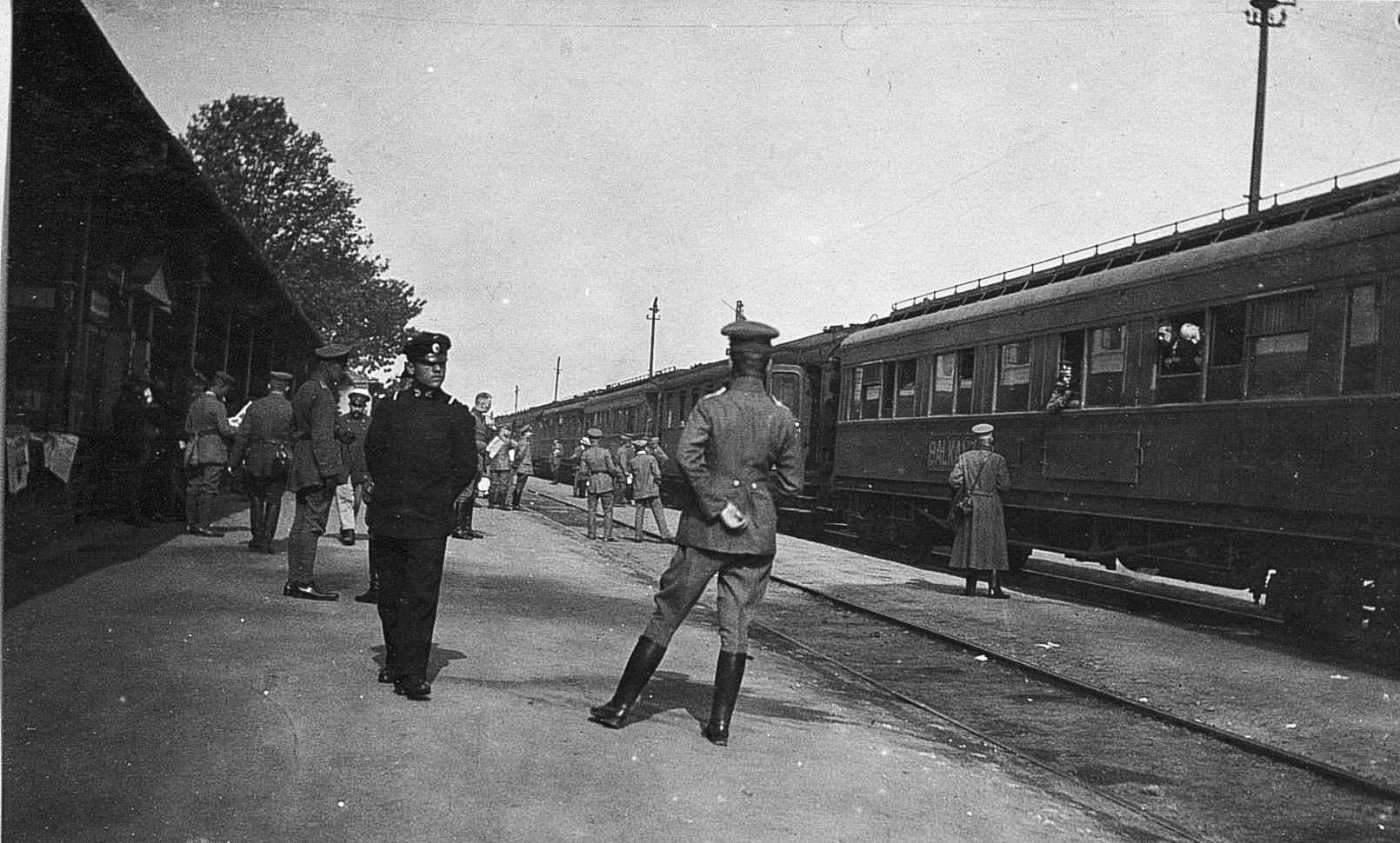
1918年3月、ニシュ駅に停車中のバルカン列車

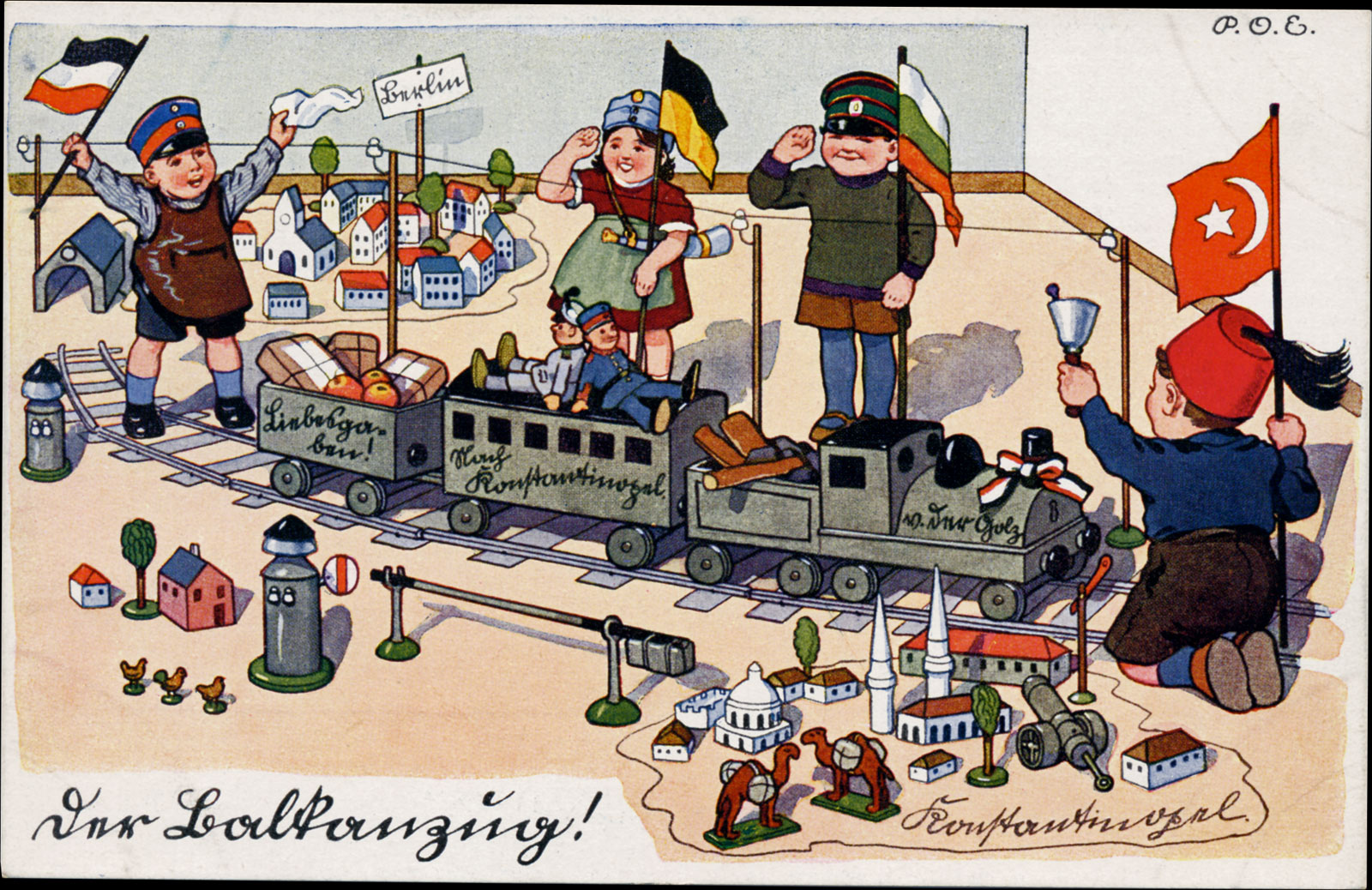
中央同盟国間の繋がりを象徴するバルカン列車のプロパガンダ葉書

1916年1月15日から、バルカン列車はベルリンおよびシュトラスブルク、ミュンヘンとコンスタンティノープルの間で運行を開始した。ブダペストから西では、列車は以下の3つの経路に別れて運行された。
- シュトラスブルク - カールスルーエ - シュトゥットガルト - ミュンヘン - ザルツブルク - ウィーン（西駅 - 北駅（ドイツ語版）） - プレスブルク（現スロバキア、ブラチスラヴァ） - ガランタ - ブダペスト
- ベルリン（アンハルター駅（ドイツ語版）） - ドレスデン - グロス・ヴォセク[注釈 3]（現チェコ領ヴェルキー・オセク（チェコ語版）） - イグラウ（現チェコ、イフラヴァ） - ウィーン（北駅） - プレスブルク - ガランタ - ブダペスト
- ベルリン（シュレジア駅[注釈 4] - ブレスラウ（現ポーランド、ヴロツワフ） - オーダーベルク（現チェコ、ボフーミン（チェコ語版）） - ガランタ - ブダペスト

シュトラスブルク発着の経路は大戦前のオリエント急行の経路の一部である。前2つの経路の編成はウィーン北駅で連結され、さらに3番目の編成とはガランタまたはブダペストで併結された。ブダペストからはベオグラード、ニシュ、ソフィア、アドリアノープル（エディルネ）を経由しコンスタンティノープルに至った。
列車は週に2往復運転された。ただしシュトラスブルク発着は週1往復で、ミュンヘンから週2往復となった。
バルカン列車はワゴン・リ社から接収した寝台車、食堂車のほか、沿線の邦有、国有鉄道の客車で編成されていた。戦前のオリエント急行とは異なり、編成中には座席車も含まれていた。1917年1月1日からは、バルカン列車は中央ヨーロッパ寝台・食堂車株式会社（ミトローパ）によって運営されることになった。
1917年6月1日からは、シュトラスブルク発着編成はミュンヘン以東に短縮された。また1918年5月からはヴュルツブルク発着の編成が加わり、パッサウを経由してウィーンで他の系統と合流した。
1918年冬のブルガリアの敗退により、バルカン列車の運行は困難となった。ベルリン発の最後のバルカン列車は1918年10月11日にアンハルター駅からニシュに向けて発車し、15日にベルリンに帰着した。以後は「石炭と機材の不足」を理由に運行されることはなかった。

## 車両

### 客車
寝台車はワゴン・リ社から接収されたR型寝台車のほか、プロイセン邦有鉄道やエルザス＝ロートリンゲン鉄道に所属する6軸の寝台車が用いられた。旧ワゴン・リ車の側面にある同社のエンブレムは"BALKANZUG"の文字板で覆い隠されていた。
食堂車もワゴン・リ社から接収されたものであり、1917年以降はミトローパの所属となった。
座席車、荷物車、郵便車はバイエルン邦有鉄道など沿線の邦有、国有鉄道の車両である。座席車は一等および二等からなり、一部区間でのみ連結された。

### 機関車
バルカン列車の牽引に用いられた蒸気機関車は以下の通り。
- ベルリン発着系統（ドレスデン経由）
  - プロイセン邦有鉄道 S101型 : ベルリン - ドレスデン
  - ザクセン邦有鉄道の機関車 : ドレスデン - テチェン[注釈 5]（ジェチーン）
  - オーストリア帝国鉄道(k.k.St.B.) 110型または910型 : テチェン - ウィーン
  - オーストリア帝国鉄道 308型または229型 : ウィーン - ゲンゼルンドルフ（ドイツ語版）またはマルヒェック（ドイツ語版）[注釈 6]
- ベルリン発着系統（ブレスラウ経由）
  - プロイセン邦有鉄道 S10型 : ベルリン - オーダーベルク
  - カシャウ・オーダーベルク鉄道（ドイツ語版） It型
- シュトラスブルク・ミュンヘン発着系統
  - バーデン邦有鉄道 IVf型
  - ヴュルテンベルク邦有鉄道 C型
  - バイエルン邦有鉄道 S3/6型
  - オーストリア帝国鉄道 301型
- ハンガリー以南
  - ハンガリー国鉄 301型
  - バイエルン邦有鉄道 P3/5N型 : セルビア領内

## バルカン列車の位置づけ
バルカン列車は実際の需要よりも、政治的な思惑が先行して設定された列車であった。運行開始前、ドイツの交通大臣は列車の目的について、バルカン半島からオリエントに至る鉄道に対するフランスの影響力を奪うことであると述べている。また当時の乗客の一人が匿名で出版した旅行記では、バルカン列車を宣伝のための列車("show-train", "Publicity-Zug")と評した。

## 戦後
第一次世界大戦後、オリエント急行はパリやカレーを起点とする列車として運行を再開し、シンプロン・オリエント急行やアールベルク・オリエント急行のようなドイツ領を一切経由しない系統も加わった。
戦後、旧オスマン領のシリア、メソポタミアなどを委任統治領としたイギリスとフランスは、本国とこれらの地域を陸路で結ぶ列車を求めた。1925年にはシンプロン・オリエント急行に連絡する列車としてアナトリア急行（イスタンブール - アンカラ）が運行を始めた。1930年にはタウルス（トロス）急行も新設され、途中自動車による連絡も含めてバグダード、テヘラン、カイロなどと結ばれた。これにより、バルカン列車により企図されたヨーロッパと中近東の連絡は、ワゴン・リ社の手により実現した。
ベルリンとバルカン半島の間の列車は1928年にオリエント急行の一部客車の直通という形で復活した。これは1929年にいったん廃止されるものの、1930年にブレスラウ経由で再開された。この客車はニーシュ以南でシンプロン・オリエント急行に連結された。
第二次世界大戦中も、1942年ごろまではシンプロン・オリエント急行は枢軸国と中立国のみの列車として運転され、ベルリン発着の客車も連結されていた。これとは別にミトローパの寝台車を連結した急行列車も1944年9月までベルリンとバルカン半島の間で運行されていた。
第二次大戦後、1948年に東側諸国を南北に結ぶ列車としてバルト・オリエント急行の運行が始まった。この列車は途中多くの分割・併合を行なったが、1949年からはその中にベルリン（東ベルリン）- ブカレスト間の客車が加わった。バルト・オリエント急行はその後途中で経路を何度か変えながら、1995年まで存続した。西ドイツとイスタンブール、アテネの間では、パリ発着のダイレクト・オリエント急行が廃止された後もイスタンブール急行、ヘラス急行などの直通列車が存在したが、1993年に廃止された。